# Spaans Open 2012
Het Spaans Open is een golftoernooi van de Europese PGA Tour. Het toernooi bestaat sinds 1912 en wordt in 2012 van 3-6 mei gespeeld op de Real Club de Golf de Sevilla. Het prijzengeld is € 2.000.000, waarvan de winnaar € 333.330 krijgt. Titelverdediger is Thomas Aiken. Het toernooi heeft het sponsorcontract met Reale Seguros verlengd, en zal in 2012, 2013 en 2014 het Reale Seguros Open de España heten.
Het Spaans Open werd, sinds het deel uitmaakt van de Europese Tour, door vier Spanjaarden gewonnen, door Antonio Garrido in 1972, door Severiano Ballesteros in 1981, 1985 en 1995, door Sergio García in 2002 en door Alvaro Quiros in 2010. Tijdens de viering van het 100-jarig bestaan van het Open werd de hoop uitgesproken dat er dit jaar weer een Spaanse winnaar zou zijn.
In 1972 was het Spaans Open het eerste toernooi van de net opgerichte Europese Tour. Guy Hunt speelde toen mee, hij eindigde op de derde plaats. Deze week viert hij hier dat hij twintig jaar geleden voor het eerst als referee optrad.

## De baan
De Koninklijke Sevilla werd door José María Olazabal ontworpen en in 1991 geopend. De baan heeft een lengte van 6529 meter en een par van 72.

In 2004 werden hier het Open de Sevilla en de World Cup of Golf gespeeld. In 2008 en 2010 was de club gastheer van het Spaans Open en in 2009 van het Open de Andalucía.

## Verslag

#### Ronde 1
De dag begon met regen en wind. Desondanks maakte Francesco Molinari een ronde van -2 en bleef daarmee aan de leiding tot na 3 uur, toen Sam Hutsby hem voorbij ging en daarna nog enkelen, w.o. amateur Jack Hiluta, die prompt daarna zijn eerste bogey maakte. Shaun Micheel, op dit moment de nummer 604 van de wereld, kwam op hole 9 ook op -3 en stond vanaf hole 13 alleen aan de leiding.
Nicolas Colsaerts maakte vier birdies en bogeys voor een ronde par. Joost Luiten en Robert-Jan Derksen maakten een eagle op hole 13. Wil Besseling stond na zeven holes op -2 maar eindigde op +3.

#### Ronde 2

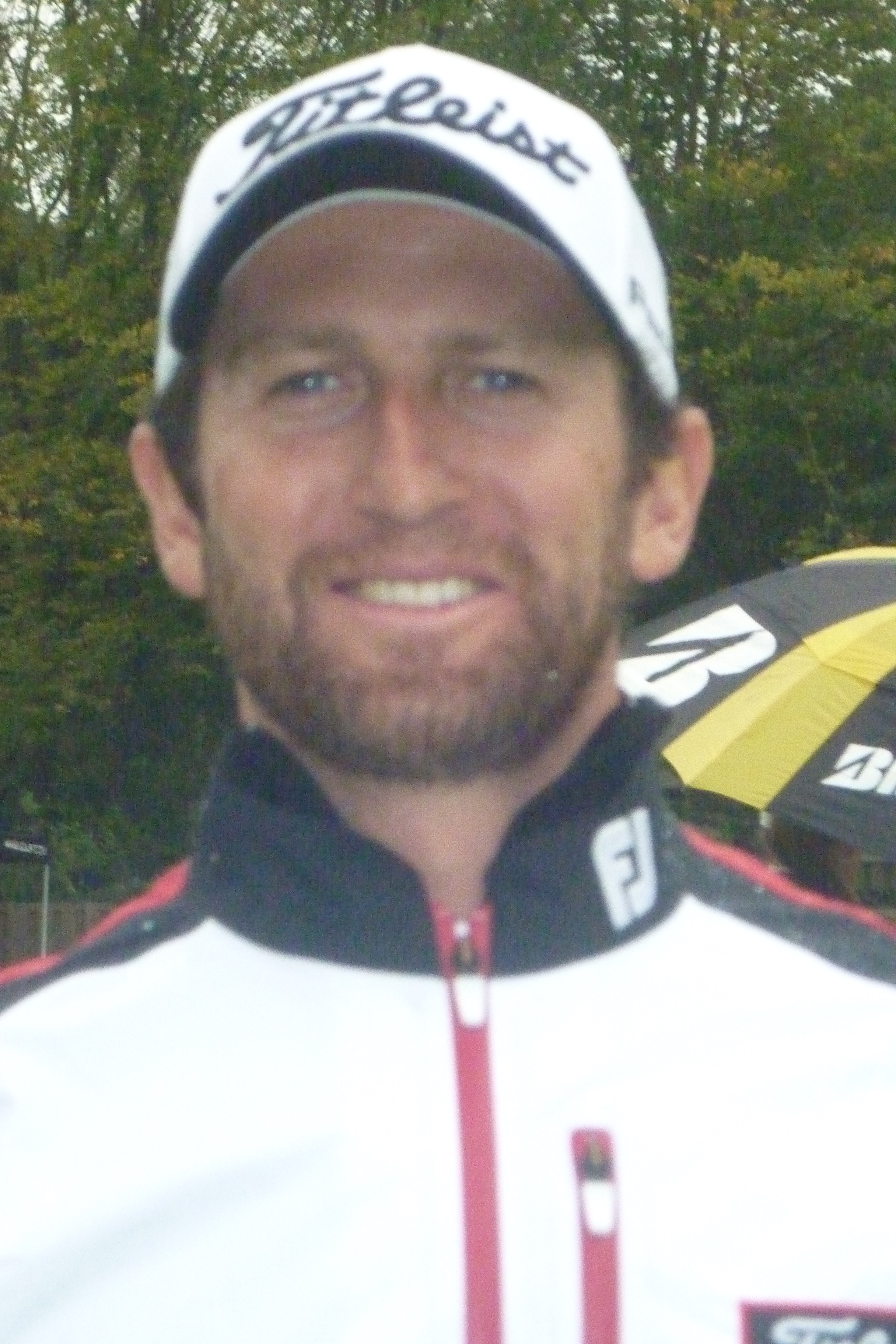
Greg Bourdy
leider ronde 2

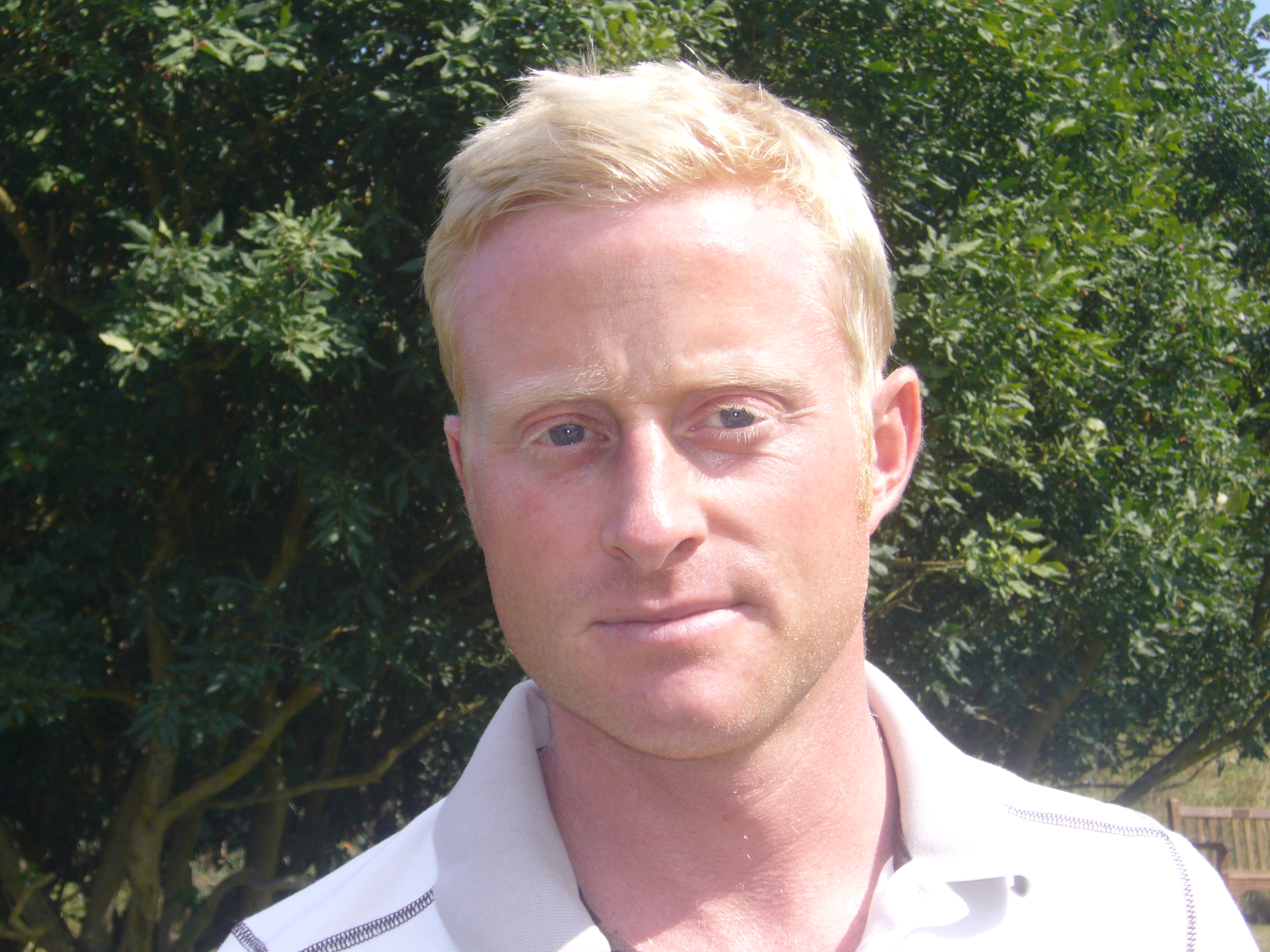
Simon Dyson
leider ronde 3

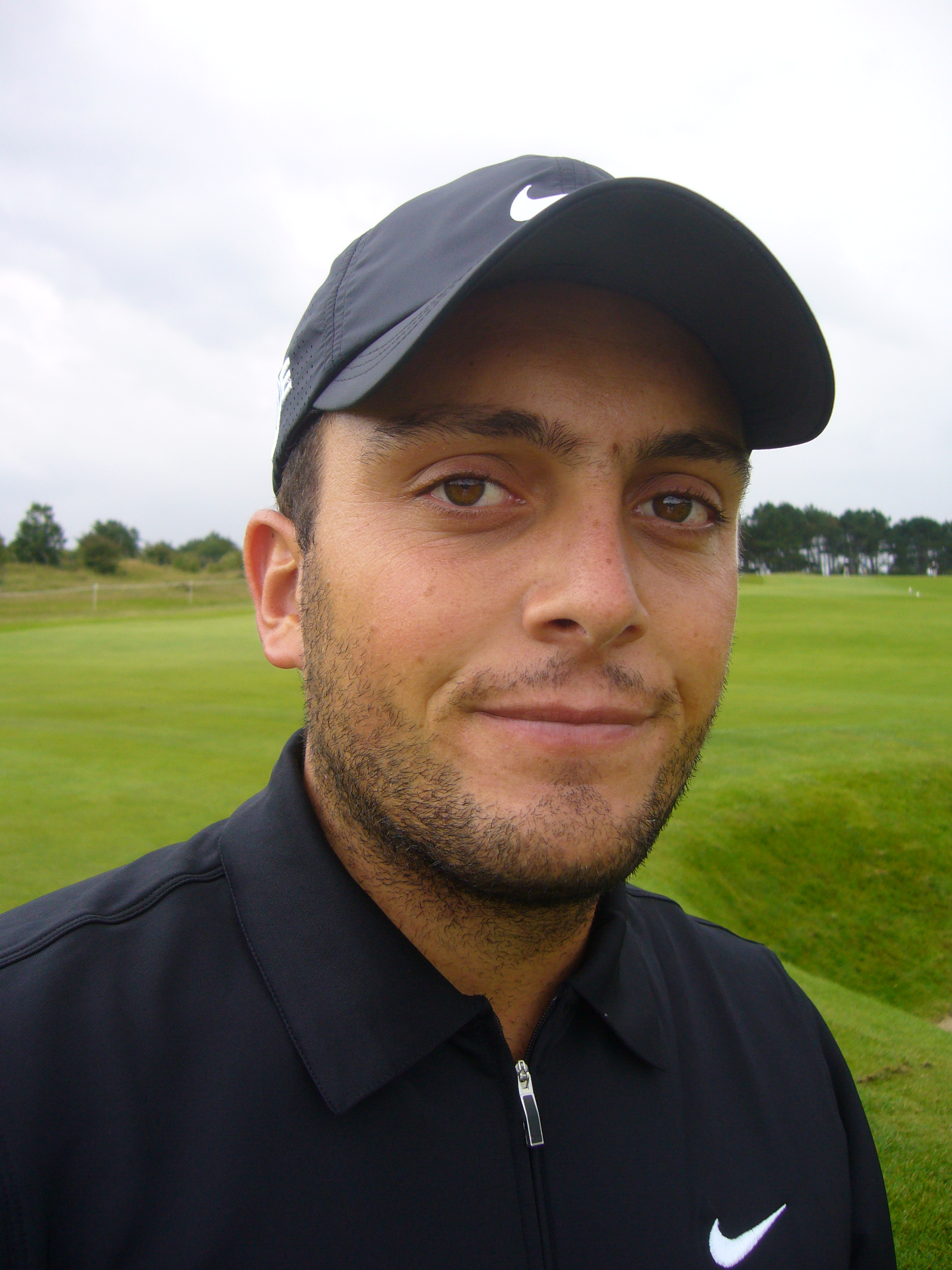
Fr. Molinari
winnaar

Er is nog steeds een stevige wind in Sevilla, toch maakte Grégory Bourdy in de tweede ronde 8 birdies en verbrak hij het toernooirecord. Hij kwam aan de leiding en bleef een slag voor op Robert Rock en Jorge Campillo, die aan het begin van de ronde al op de 2de plaats stonden. Simon Dyson (2-voudig winnaar KLM Open) en de nog 19-jarige Matteo Manassero. Campillo promoveerde najaar 2011 vanuit de Challenge Tour naar de Europese Tour, en staat als rookie nu al op nummer 41 van de Race To Dubai. In dit toernooi is hij voorlopig de beste Spaanse speler.

Hiluta was de enige amateur die zich voor het weekend kwalificeerde.

#### Ronde 3
De hele ochtend heeft het geregend, en op de greens lagen steeds meer plassen. Om iets na 1 uur werden de spelers van de baan afgehaald omdat er onweer dreigde. Pas 12 spelers waren klaar, Derksen stond na 11 holes level par, Colsaerts na vier holes ook.

Om 3 uur mocht er weer gespeeld worden. Derksen maakte een ronde van +3 maar zakte niet in het klassement. Om half vijf stonden nog maar elf spelers onder par. Manassero verloor vijf slagen in de eerste acht holes. Bourdy verloor op de laatste vier holes zes slagen en zakte naar de 24ste plaats. , 

Alejandro Cañizares maakte met -4 de beste dagscore en steeg naar de 5de plaats. Jorge Campillo steeg met -3 naar de 2de plaats. Simon Dyson, tweevoudig winnaar van het KLM Open, maakte een ronde van -1 maar dat was voldoende om aan de leiding te gaan. Amateur Hiluta speelde de laatste zes holes in 10 boven par, maar blijft de beste (enige) amateur.

#### Ronde 4
De kans dat de 100ste verjaardag van het Spaans Open een Spaanse winnaar krijgt, is vergroot want de laatste ronde begint met drie Spanjaarden in de top-5. Het winnen lukte niet, maar Jorge Campillo, Alejandro Cañizares en Pablo Larrazábal eindigden in de top-5, dus het werd toch een mooie week voor Spanje.
Het weer en de scores waren beduidend beter. Markus Brier en Gareth Maybin maakten -5 en stegen naar een gedeeld 8ste plaats, Richie Ramsay, Anders Hansen en Jarmo Sandelin maakten ook -5 en stegen naar een gedeeld 17de plaats. Met Francesco Molinari ging het nog beter. Terwijl Dyson 37 slagen voor de eerste 9 holes nodig had, maakte Molinari een score van 31 en haalde hem in. Daarna maakte Dyson
nog een paar bogeys en Molinari nog een paar birdies.
Derksen maakte een ronde van 72 en bleef ongeveer op dezelfde plaats staan.
Leaderboard 
| Naam                | R1 | R1  | Stand | R2 | R2  | Totaal | Stand | R3 | R3  | Totaal | Stand | R4 | R4  | Totaal | Stand |
| ------------------- | -- | --- | ----- | -- | --- | ------ | ----- | -- | --- | ------ | ----- | -- | --- | ------ | ----- |
| Francesco Molinari  | 70 | -2  | T5    | 71 | -1  | -3     | T6    | 74 | +2  | -1     | T6    | 65 | -7  | -8     | 1     |
| Alejandro Cañizares | 74 | +2  | T     | 72 | par | +2     | T31   | 68 | -4  | -2     | 5     | 69 | -3  | -5     | T2    |
| Pablo Larrazábal    | 71 | -1  | T11   | 72 | par | -1     | T14   | 69 | -3  | -4     | T2    | 71 | -1  | -5     | T2    |
| Søren Kjeldsen      | 71 | -1  | T11   | 70 | -2  | -3     | T6    | 71 | -1  | -4     | T2    | 71 | -1  | -5     | T2    |
| Jorge Campillo      | 68 | -4  | T2    | 72 | par | -4     | T2    | 73 | +1  | -3     | 4     | 72 | par | -3     | T5    |
| Thorbjørn Olesen    | 73 | +1  | T31   | 72 | par | +1     | T24   | 70 | -2  | -1     | T6    | 70 | -2  | -3     | T5    |
| Matteo Manassero    | 70 | -2  | T5    | 70 | -2  | -4     | T2    | 76 | +4  | par    | T12   | 70 | -2  | -2     | T7    |
| Graeme Storm        | 70 | -2  | T5    | 71 | -1  | -3     | T6    | 74 | +2  | -1     | T6    | 71 | -1  | -2     | T7    |
| Nicolas Colsaerts   | 72 | par | T23   | 72 | par | par    | T19   | 71 | -1  | -1     | T6    | 71 | -1  | -2     | T7    |
| Marcel Siem         | 71 | -1  | T11   | 72 | par | -1     | T14   | 72 | par | -1     | T6    | 72 | par | -1     | T12   |
| Simon Dyson         | 71 | -1  | T11   | 69 | -3  | -4     | T2    | 71 | -1  | -5     | 1     | 76 | +4  | -1     | T12   |
| Robert Rock         | 68 | -4  | T2    | 72 | par | -4     | T2    | 76 | +4  | par    | T12   | 72 | Par | par    | T16   |
| Paul Lawrie         | 71 | -1  | T11   | 73 | +2  | par    | T23   | 71 | -1  | -1     | T6    | 73 | +1  | par    | T16   |
| Grégory Bourdy      | 73 | +1  | T31   | 66 | -6  | -5     | 1     | 80 | +8  | +3     | T24   | 70 | -2  | +1     | T21   |
| Thongchai Jaidee    | 73 | +1  | T31   | 69 | -3  | -2     | T9    | 74 | +2  | par    | T12   | 73 | +1  | +1     | T21   |
| Matthew Baldwin     | 69 | -2  | T5    | 73 | +1  | -2     | T9    | 75 | +3  | +1     | T18   | 73 | +1  | +2     | T25   |
| Danny Willett       | 68 | -4  | T2    | 73 | +1  | -3     | T6    | 29 | +7  | +4     | T32   | 72 | par | +4     | T32   |
| Shaun Micheel       | 67 | -5  | 1     | 77 | +5  | par    | T19   | 73 | +1  | +1     | T18   | 75 | +3  | +4     | T32   |
| Robert-Jan Derksen  | 72 | par | T23   | 75 | +3  | +3     | T45   | 75 | +3  | +6     | T46   | 72 | par | +6     | T44   |
| Jack Hiluta (Am)    | 72 | par | T23   | 73 | +1  | +1     | T24   | 91 | +9  | +10    | T69   | 71 | -1  | +9     | T53   |
| Joost Luiten        | 75 | +3  | T79   | 74 | +2  | +5     | MC    |    |     |        |       |    |     |        |       |
| Wil Besseling       | 75 | +3  | T79   | 77 | +5  | +8     | MC    |    |     |        |       |    |     |        |       |

| Leider |  | Toernooirecord |  | MC = missed cut = cut gemist |  | DQ = disqualified |

## De spelers
| - Warren Abery - Felipe Aguilar - Thomas Aiken - Fredrik Andersson Hed - Matthew Baldwin - Rich Beem - Adrien Bernadet - Wil Besseling - Richard Bland - Knut Børsheim - Grégory Bourdy - Gary Boyd - Markus Brier - Rafael Cabrera Bello - Michael Campbell - Jorge Campillo - Alejandro Cañizares - Christian Cévaër - George Coetzee - Robert Coles - Federico Colombo - Rhys Davies - Carlos Del Moral - Daniel Denison - Robert-Jan Derksen - David Dixon - Bradley Dredge - David Drysdale - Edouard Dubois - Simon Dyson - Johan Edfors - Niclas Fasth - Gonzalo Fdez-Castaño - Kenneth Ferrie - Darren Fichardt - Richard Finch - Oliver Fisher - Ross Fisher - Tommy Fleetwood - Oscar Florén | - Mark Foster - Lorenzo Gagli - Stephen Gallacher - Jordi García - Ignacio Garrido - Jean-Baptiste Gonnet - Ricardo González - Tano Goya - Richard Green - Emiliano Grillo - Mark F. Haastrup - Joakim Haeggman - Alex Haindl - Anders Hansen - Søren Hansen - Grégory Havret - Benjamin Hebert - Peter Hedblom - Keith Horne - Michael Hoey - David Horsey - Sam Hutsby - Mikko Ilonen - Raphaël Jacquelin - Thongchai Jaidee - Scott Jamieson - Miguel Ángel Jiménez - Andrew Johnston - Michael Jonzon - Lloyd Kennedy - Simon Khan - James Kingston - Søren Kjeldsen - Jbe' Kruger - Joakim Lagergren - José Manuel Lara - Pablo Larrazábal - Paul Lawrie - Peter Lawrie - Craig Lee | - Thomas Levet - Tom Lewis - Sam Little - Shane Lowry - Joost Luiten - Mikael Lundberg - David Lynn - Matteo Manassero - Pablo Martín - Gareth Maybin - Richard McEvoy - Damien McGrane - Shaun Micheel - Edoardo Molinari - Francesco Molinari - Colin Montgomerie - James Morrison - Jamie Moul - George Murray - Christian Nilsson - Matthew Nixon - Alexander Norén - Thomas Nørret - Steven O'Hara - José María Olazabal - Thorbjørn Olesen - Gary Orr - Adrian Otaegui - Andrea Pavan - Scott Pinckney - Phillip Price - Julien Quesne - Alvaro Quiros (2010) - Richie Ramsay - Bernd Ritthammer - Robert Rock - Jarmo Sandelin - Ricardo Santos - Marcel Siem - Jeev Milkha Singh - Joel Sjöholm | - Lee Slattery - Graeme Storm - Andy Sullivan - Simon Thornton - Anthony Wall - Marc Warren - Romain Wattel - Peter Whiteford - Bernd Wiesberger - Danny Willett - Chris Wood - Fabrizio Zanotti - Matthew Zions Invitaties - Ignacio Elvira - Jordi García Pinto - Domenico Geminiani - Antonio Hortal - Jesus Lagarrea - Santiago Luna - Pablo Menjibar - Raul Quiros Spaanse Order of Merit - Eduardo de la Riva - Agustin Domingo - Alfredo García Heredia - Pedro Oriol - Manuel Quiros - Carlos Rodiles - Carl Suneson - Alvaro Velasco Amateurs - Alberto Fernandez (WAGR 546) - Jack Hiluta, Sp. Amateur (WAGR 81) - Marcos Pastor (WAGR 659) - Xavier Puig (WAGR 792) - Juan Francisco Sarasti (WAGR 493) - Carlos Pigem (WAGR 334) WAGR = wereldranglijst |